# Torneio de Candidatos de 2007
O Torneio de Candidatos de 2007 foi a última etapa do ciclo de 2005-2007 para escolha de quatro participantes que disputariam o título do Campeonato Mundial de Xadrez no final do ano de 2007 pela FIDE. O torneio foi disputado na cidade de Elista nos meses de maio e junho com duas etapas eliminatórias, dois quais se classificaram Peter Leko, Levon Aronian, Boris Gelfand e Alexander Grischuk.